# Nyctemera inconstans
Nyctemera inconstans är en fjärilsart som beskrevs av Butler 1880. Nyctemera inconstans ingår i släktet Nyctemera och familjen björnspinnare. Inga underarter finns listade i Catalogue of Life.